# 쿠르트 쥐만치크
쿠르트 쥐만치크(독일어: Kurt Symanzik, 1923–1983)는 독일의 물리학자이다. 양자장론에 공헌하였다.

## 생애
1923년 11월 23일 동프로이센 에우크(폴란드어: Ełk, 독일어: Lyck 뤼크[*])에서 태어났고, 유년을 쾨니히스베르크에서 보냈다. 1946년에 뮌헨 공과대학교에 입학하여 물리학을 공부하였고, 곧 괴팅겐 대학교로 전학하여 베르너 하이젠베르크 아래서 공부하였다. 1954년에 박사 학위를 수여받았다.
이후 프린스턴 대학교와 유럽 입자 물리 연구소에 있다가, 쿠란트 수학연구소 교수가 되었다. 1968년에 독일 전자 싱크로트론(DESY)으로 이전하였다.
1983년 10월 25일 함부르크에서 사망하였다.

## 참고 문헌
- Jaffe, Arthur; Harry Lehmann, Gerhard Mack (1985). “Kurt Symanzik”. 《Communications in Mathematical Physics》 (영어) 97: 1–4. Bibcode:1985CMaPh..97....1J. doi:10.1007/BF01206175. Zbl 1223.01030.
- Mack, Gerhard (1984년 5월). “Kurt Symanzik”. 《Physics Today》 (영어) 37 (5): 102–103. Bibcode:1984PhT....37e.102M. doi:10.1063/1.2916220.